# 務安半島
務安半島（韓語：무안반도）是一個位於大韓民國南海岸的全羅南道西部的半島，行政區劃上分別屬於務安郡、木浦市、新安郡。

## 參看
- 荣山江
- 僧達山